# Balázs Kangyal
Balázs Kangyal (ungarisch Kangyal Balázs; * 24. Juli 1969 in Budapest) ist ein ehemaliger ungarischer Eishockeyspieler, der mehr als ein Jahrzehnt für Alba Volán Székesfehérvár spielte.

## Karriere
Balázs Kangyal begann seine Karriere als Eishockeyspieler beim Népstadion SE aus Budapest, für dessen Mannschaft er von 1988 bis 1990 in der ungarischen Eishockeyliga aktiv war. Später spielte er für die Lokalrivalen Újpesti TE und Ferencvárosi TC. Mit dem Team aus der Franzensvorstadt wurde er 1997 ungarischer Meister. Im selben Jahr wurde er als bester Abwehrspieler Ungarns ausgezeichnet. Anschließend wechselte er zu Alba Volán Székesfehérvár, wo er elf Jahre unter Vertrag stand und neben seinen Einsätzen in der ungarischen Liga auch von 1999 bis 2007 in der Interliga und 2007/08 in der österreichischen Eishockey-Liga auf dem Eis stand. Mit Alba Volán wurde er 1999, 2001, 2003, 2004, 2005, 2006, 2007 und 2008 ungarischer Meister und gewann zudem 2003 und 2007 die Interliga. 2008 schloss er sich den Budapest Stars an, mit denen er 2010 die multinationale MOL Liga für sich entscheiden konnte. Dort beendete er 2011 seine Karriere.

### International
Für Ungarn spielte Kangyal zunächst bei den C-Weltmeisterschaften 1991, 1992, 1993, 1994, 1995, 1997, 1998 und 2000 und der B-Weltmeisterschaft 1999. Nach der Umstellung auf das heutige Kategoriensystem nahm er an den Weltmeisterschaften der Division I 2001, 2002, 2003, 2004, 2005, 2006, 2007, als er zum besten Verteidiger des Turniers gewählt wurde, und 2008 sowie bei der Weltmeisterschaft der Top-Division 2009, als die Magyaren erstmals nach 70 Jahren wieder erstklassig waren, teil. Zudem vertrat er seine Farben beim Qualifikationsturnier für die Olympischen Winterspiele 2010 in Vancouver. Insgesamt absolvierte er 237 Spiele für das ungarische Team.

## Erfolge und Auszeichnungen
| - 1997 Ungarischer Meister mit dem Ferencvárosi TC - 1997 Bester ungarischer Verteidiger - 1998 Aufstieg in die B-Gruppe bei der C-Weltmeisterschaft - 1999 Ungarischer Meister mit Alba Volán Székesfehérvár - 2000 Aufstieg in die B-Gruppe bei der C-Weltmeisterschaft - 2001 Ungarischer Meister mit Alba Volán Székesfehérvár - 2003 Ungarischer Meister mit Alba Volán Székesfehérvár - 2003 Gewinn der Interliga mit Alba Volán Székesfehérvár | - 2005 Ungarischer Meister mit Alba Volán Székesfehérvár - 2006 Ungarischer Meister mit Alba Volán Székesfehérvár - 2007 Ungarischer Meister mit Alba Volán Székesfehérvár - 2007 Gewinn der Interliga mit Alba Volán Székesfehérvár - 2007 Bester Verteidiger bei der Weltmeisterschaft der Division I, Gruppe B - 2008 Ungarischer Meister mit Alba Volán Székesfehérvár - 2008 Aufstieg in die Top-Division bei der Weltmeisterschaft der Division I, Gruppe B - 2010 Gewinn der MOL Liga mit den Budapest Stars |

## Statistik
(Stand: Ende der Saison 2010/11)